# Ctenitis dumrongii
Ctenitis dumrongii är en träjonväxtart som beskrevs av Tag. och Iwatsuki. Ctenitis dumrongii ingår i släktet Ctenitis och familjen Dryopteridaceae. Inga underarter finns listade.